# Jana Abdelsalam
Jana Abdelsalam, née le 3 janvier 2006 au Caire, est une gymnaste artistique égyptienne.

## Carrière
Aux Championnats d'Afrique de gymnastique artistique 2022 au Caire, elle est médaillée d'or par équipes et médaillée de bronze du concours général individuel.
Elle est médaillée de bronze du concours général individuel et médaillée d'argent par équipes aux Championnats d'Afrique de gymnastique artistique 2023 à Pretoria.